# Río Saskatchewan Sur
El río Saskatchewan Sur (del inglés: 'South Saskatchewan River')  es un río canadiense que fluye por las provincias de Saskatchewan y de Alberta. Surge de la confluencia de los ríos Bow y Oldman, el agua de estos dos ríos nace de los glaciares de las Montañas Rocosas, en Alberta, cerca de la frontera con la Columbia Británica.
En Saskatchewan, el río Saskatchewan Sur se une con el río Saskatchewan Norte y forma el río Saskatchewan.
- Datos: Q2242
- Multimedia: South Saskatchewan River / Q2242